# Bradunia macella
Bradunia macella là một loài bướm đêm trong họ Noctuidae.